# Charlotte the Harlot
För flygplanet, se EA-6 Prowler
Charlotte the Harlot är en låt av det brittiska heavy metal-bandet Iron Maiden, och även en fiktiv "sångkaraktär" som finns med i flera av Iron Maidens låtar. Charlotte the Harlot är den 7:e låten på deras första skiva, och handlar om en man som blev lämnad av sin flickvän som blev prostituerad, och i verserna pratar han med henne i luften och frågar saker som: "Inser du inte vad alla männen du går till sängs med är ute efter?" och "Ångrar du dig inte att du tar så många män till ditt rum" och "Vet du inte att du bryter mot lagen?". Det är kort sagt en låt mot prostitution.